# Gephyromantis marokoroko
Gephyromantis marokoroko — вид безхвостих земноводних із родини Mantellidae.

## Біоморфологічна характеристика
Новий вид добре характеризується дуже морщинистою та зернистою спиною, темно-коричневою шкірою з яскраво-червоними плямами, рідкісними світло-оранжевими або білими плямами на череві, яскравими червоними очима та стегновими залозами, наявними лише у самців, які складаються з восьми гранул середнього розміру. Крім того, він має значну диференціацію в мітохондріальній ДНК з попарними відстанями 7–9% до всіх інших споріднених видів у послідовностях маркера мітохондріальної 16S рРНК. G. striatus є сестринським видом.
Крик виду дуже тихий і нерегулярний і ледь чутний для людини-спостерігача, навіть у межах трьох метрів від особини, що кличе.

## Ареал
Цей вид відомий із кількох місць у лісах поблизу Андасібе, Мадагаскар, але був знайдений лише на високогірних ділянках (~ 1000–1200 м над рівнем моря). Вид мабуть, локально рідкісний і поки що зустрічається лише в незайманих первинних лісах.

## Етимологія
Marokoroko є малагасійським словом, що означає «зморшкуватий»